# Дино Ризи
Дино Ризи (на италиански: Dino Risi) е италиански филмов режисьор. 

## Биография
Ризи е дипломиран лекар започва в киното благодарение на Марио Солдати, който го кани като асистент на дебютния си филм „Джакомо идеалиста“. През 1946 г. краткият документален филм „Пуделите“ (Barboni) получи специална награда от международното жури от критици на Филмовия фестивал във Венеция. През 1952 г. Ризи прави първия си пълнометражен игрален филм. Независимо от факта, че прави предимно комедии най-известният му филм не е комедийният филм „Ухание в мрака“ (1974). За този филм е номиниран за Оскар в две категории. През 2002 г. получава наградата „Златен лъв“ за приноса си в киното.
Умира на 7 юни 2008 година в дома си в Рим.

## Избрана филмография

### Режисьор
| Година | Филм                         | Оригинално заглавие                     | Бележки                    |
| ------ | ---------------------------- | --------------------------------------- | -------------------------- |
| 1953   | Любовта в града              | L'amore in città (Paradiso per tre ore) | сегмент: (Рай за три часа) |
| 1955   | Знакът на Венера             | Il segno di Venere                      |                            |
| 1955   | Хляб, любов и…               | Pane, amore e…                          |                            |
| 1958   | Венеция, луната и ти         | Venezia, la luna e tu                   |                            |
| 1959   | Бедните милионери            | Poveri milionari                        |                            |
| 1959   | Вдовецът                     | Il Vedovo                               |                            |
| 1961   | Труден живот                 | Una vita difficile                      |                            |
| 1962   | Изпреварването               | Il Sorpasso                             |                            |
| 1963   | Чудовища                     | I mostri                                |                            |
| 1966   | Операция „Сан Дженаро“       | Operazione San Gennaro                  |                            |
| 1970   | Жената на свещеника          | La moglie del prete                     |                            |
| 1971   | В името на италианския народ | In nome del popolo italiano             |                            |
| 1974   | Ухание в мрака               | Profumo di donna                        |                            |
| 1977   | Изгубена душа                | Anima persa                             |                            |
| 1977   | Стаята на епископа           | La stanza del vescovo                   |                            |
| 1977   | Новите чудовища              | I nuovi mostri                          | сегменти                   |